# نبرد تنگه ملاکا
نبرد تنگه ملاکا (انگلیسی: Battle of the Malacca Strait) یکی از نبردهای جنگ اقیانوس آرام بود.